# NGC 6166
NGC 6166 је елиптична галаксија у сазвежђу Херкул која се налази на NGC листи објеката дубоког неба.
Деклинација објекта је + 39° 33' 5" а ректасцензија 16h 28m 38,5s. Привидна величина (магнитуда) објекта NGC 6166 износи 11,9 а фотографска магнитуда 12,9. Налази се на удаљености од 150,653 милиона парсека од Сунца. NGC 6166 је још познат и под ознакама UGC 10409, MCG 7-34-60, CGCG 224-39, VV 364, 3C 338, multiple system, PGC 58265.